# Vladimír Papoušek
Vladimír Papoušek (19. prosince 1957 České Budějovice) je vědecký pracovník zabývající se českým jazykem, literaturou, literární teorií, metodologií literárních dějin či dějinám nové moderny.
V roce 2023 získal společně s kolegy z pracoviště na Jihočeské univerzitě cenu Magnesia Litera za naučnou literaturu s knihou Chór a disonance. Tuto cenu Papoušek získal již v roce 2011 jakožto druhý Jihočech v historii za knihu Dějiny nové moderny.

## Studium
Papoušek vystudoval český jazyk a literaturu a výtvarnou výchovu (1977–1982) na pedagogické fakultě JU v Českých Budějovicích, zde své studium zakončil rigorózní zkouškou v roce 1985. Další studium následovalo na katedře české a slovenské literatury, filosofické fakulty Univerzity Karlovy v Praze, zde získal titul CSc. roku 1993 obhájením disertační práce Egon Hostovský: Člověk v uzavřeném prostoru.

## Profesní život
V letech 1996–1998 a 2001–2005 byl vedoucím Katedry českého jazyka a literatury na PF JU v Českých Budějovicích. Od roku 1998 do roku 2003 působil na téže katedře jako docent, od roku 2003 do roku 2006 pak jako profesor. V letech 2006–2010 byl ředitelem Ústavu bohemistiky na FF JU v Českých Budějovicích. Od ledna 2011 do února 2019 byl děkanem FF JU v Českých Budějovicích, od roku 2019 proděkan pro vědu a výzkum. V letech 2010-2011 byl předsedou Správní rady J. William Fulbright Commision.
V současnosti je členem Vědecké rady Jihočeské univerzity, Filozofické fakulty Univerzity Karlovy, Filozofické fakulty a Teologické fakulty Jihočeské univerzity. Papoušek je ředitelem ústavu bohemistiky na Jihočeské univerzitě dále funguje jako proděkan pro vědu a výzkum filosofické fakulty JU, jako ředitel a samostatný vědecký, výzkumný a vývojový pracovník Centra pro výzkum novější české literatury a literární teorie tamtéž.

### Publikace
Seznam děl v Souborném katalogu ČR, jejichž autorem nebo tématem je Vladimír Papoušek

#### Odborné monografie
1. Egon Hostovský: Člověk v uzavřeném prostoru, 1996[8]
2. Beletristická tvorba Čechoameričanů (1880-1914), 2000[9]
3. Trojí samota ve velké zemi: Česká literatura v americkém exilu v letech 1938 - 1968, 2001[10]
4. Česká literatura v Chicagu: literární tvorba Čechoameričanů v letech 1880-1939, 2001[11]
5. Horizonty: život a dílo Zdeňka Němečka, 2002[12]
6. Existencialisté, 2004[13]
7. Hledání literárních dějin, 2005[14]
8. Kritické úvahy o západní literární teorii, 2006 [15]
9. Gravitace avantgard: imaginace a řeč avantgard v českých literárních textech první poloviny dvacátého století, 2007 [16]
10. Dějiny nové moderny. Česká literatura v letech 1905-1923, 2010 [17]
11. Models of Representations in Czech Literary History. Boulder, 2010 [18]
12. Cosmogonia. Alegorické reprezentace "všeho", 2011 [19]
13. Žalmy z Petfieldu, 2012 [20]
14. Věž a království, 2014 [21]
15. Dějiny nové moderny 2. Lomy vertikál: česká literatura v letech 1924–1934, 2014 [17]
16. Stopy pragmatismu: Česká literatura a estetika v dotyku s americkým pragmatismem, 2016[22]
17. Maxwellův démon: objekty, slovníky a řečové akty v literatuře, 2017 [23]
18. Dějiny „nové“ moderny 3. Věk horizontál: česká literatura v letech 1935–1947, 2017 [17]
19. Literary Universe in Three Parts: Language – Fiction – Experience, 2018[24]
20. Kontext v pohybu: (Neo)pragmatické úvahy o literatuře a kultuře, 2018 [25]
21. Pokušení neviditelného: Myšlení moderny, 2019 [26]
22. Zpívám elektrickému tělu: Biotronická imaginace Vladimíra Raffela. Praha: Akropolis, 2020 [27]